# Bristol Brigand
Bristol Brigand là một loại máy bay ném bom bổ nhào/cường kích/chồng tàu của Anh, do hãng Bristol Aeroplane Company phát triển nhằm thay thế cho loại Beaufighter.

## Biến thể

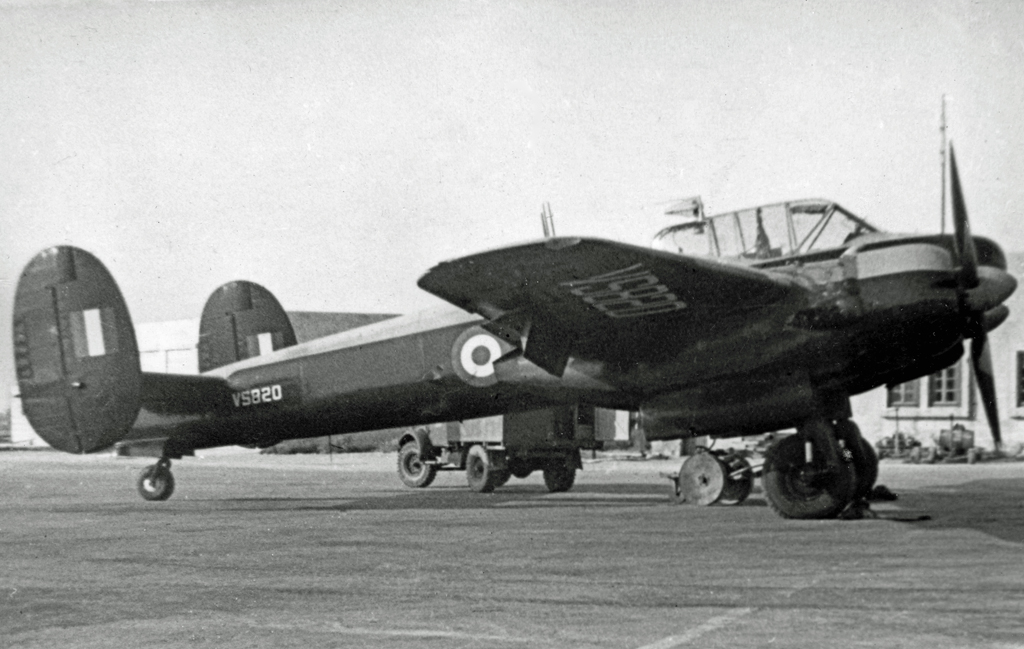
Brigand MET.3 thuộc biên đội 1301 RAF tại căn cứ Luqa, Malta, tháng 6 năm 1949

Type 164 Brigand
Brigand TF.1
Brigand B.1
Type 165 Brigand II
Brigand MET.3
Brigand T.4
Brigand T.5

## Quốc gia sử dụng
Pakistan
- Không quân Hoàng gia Pakistan

 Anh Quốc
- Không quân Hoàng gia

## Tính năng kỹ chiến thuật (Brigand)
Đặc điểm tổng quát
- Kíp lái: 3
- Chiều dài: 46 ft 5 in (14,2 m)
- Sải cánh: 72 ft 4 in (22,1 m)
- Chiều cao: 16 ft 4 in (5 m)
- Diện tích cánh: 718 ft² (66,7 m²)
- Trọng lượng rỗng: 27.500 lb (12.470 kg)
- Trọng lượng có tải: 38.200 lb (17.320 kg)
- Động cơ: 2 × Bristol Centaurus 57, 2.165 hp (1.620 kW)  mỗi chiếc

 Hiệu suất bay 
- Vận tốc cực đại: 358 mph (576 km/h) trên độ cao 13.700 ft (4.180 m)
- Tầm bay: 2.100 mi (3.380 km)
- Trần bay: 26.000 ft (7.920 m)
- Vận tốc lên cao: 1.500 ft/phút (460 m/phút)

Trang bị vũ khí

- Súng: 4 pháo Hispano Mk V 20 mm
- Rocket: 16 rocket RP-3 60 lb (27 kg)
- Bom: 1 ngư lôi 22 in (559 mm) hoặc 2.000 lb (907 kg) bom